# Risoluzioni del Consiglio di sicurezza delle Nazioni Unite sul conflitto del Nagorno Karabakh
Sono quattro le risoluzioni del Consiglio di sicurezza delle Nazioni Unite approvate durante il conflitto nel Nagorno Karabakh. Queste risoluzioni non hanno invocato il Capitolo VII della Carta delle Nazioni Unite.
| Numero | Scopo | Data             | Collegamento |
| ------ | --- | ---------------- | ------------ |
| 822    | Chiede la cessazione delle ostilità e il ritiro di tutte le forze di occupazione dal distretto di Kelbajar e da altre aree recentemente occupate della Repubblica dell'Azerbaigian. Esprime il proprio sostegno al processo di pace da perseguire nel quadro della CSCE. | 30 aprile 1993   | 822          |
| 853    | Chiede l'immediata cessazione di tutte le ostilità; chiede il ritiro delle forze di occupazione dal distretto di Agdam e da altre aree della Repubblica dell'Azerbaigian recentemente occupate e ribadisce la risoluzione 822 dell'ONU. Appoggia i continui sforzi del Gruppo di Minsk della CSCE per raggiungere una risoluzione pacifica del conflitto. | 29 luglio 1993   | 853          |
| 874    | Chiede il mantenimento del cessate il fuoco, la cessazione delle ostilità e il ritiro delle forze dai distretti della Repubblica dell'Azerbaigian recentemente occupati e riafferma le risoluzioni 822 e 853 delle Nazioni Unite. Ribadisce ancora una volta il suo pieno sostegno al processo di pace in corso nel quadro della CSCE. | 14 ottobre 1993  | 874          |
| 884    | Condanna le recenti violazioni del cessate il fuoco stabilito tra le parti, che hanno portato alla ripresa delle ostilità; invita il governo dell'Armenia a utilizzare la sua influenza per ottenere il rispetto da parte degli armeni della regione del Nagorno-Karabakh della Repubblica dell'Azerbaigian con le risoluzioni 822, 853 e 874; richiede alle parti interessate la cessazione immediata delle ostilità armate; chiede il "ritiro delle forze di occupazione" dal distretto di Zangelan e dalla città di Goradiz e ribadisce le Risoluzioni Onu 822, 853, 874. Esorta vivamente le parti interessate a continuare a cercare una soluzione negoziata del conflitto nel contesto del processo CSCE di Minsk. | 12 novembre 1993 | 884          |